# Kashima, Kumamoto
Kashima (japanska: 嘉島町?, Kashima-machi) är en landskommun (köping) i Kumamoto prefektur i Japan.  